# مارثا فووت كرو
مارثا فووت كرو (بالإنجليزية: Martha Foote Crow)‏ هي كاتِبة أمريكية، ولدت في 1854، وتوفيت في 1924.